# Eider

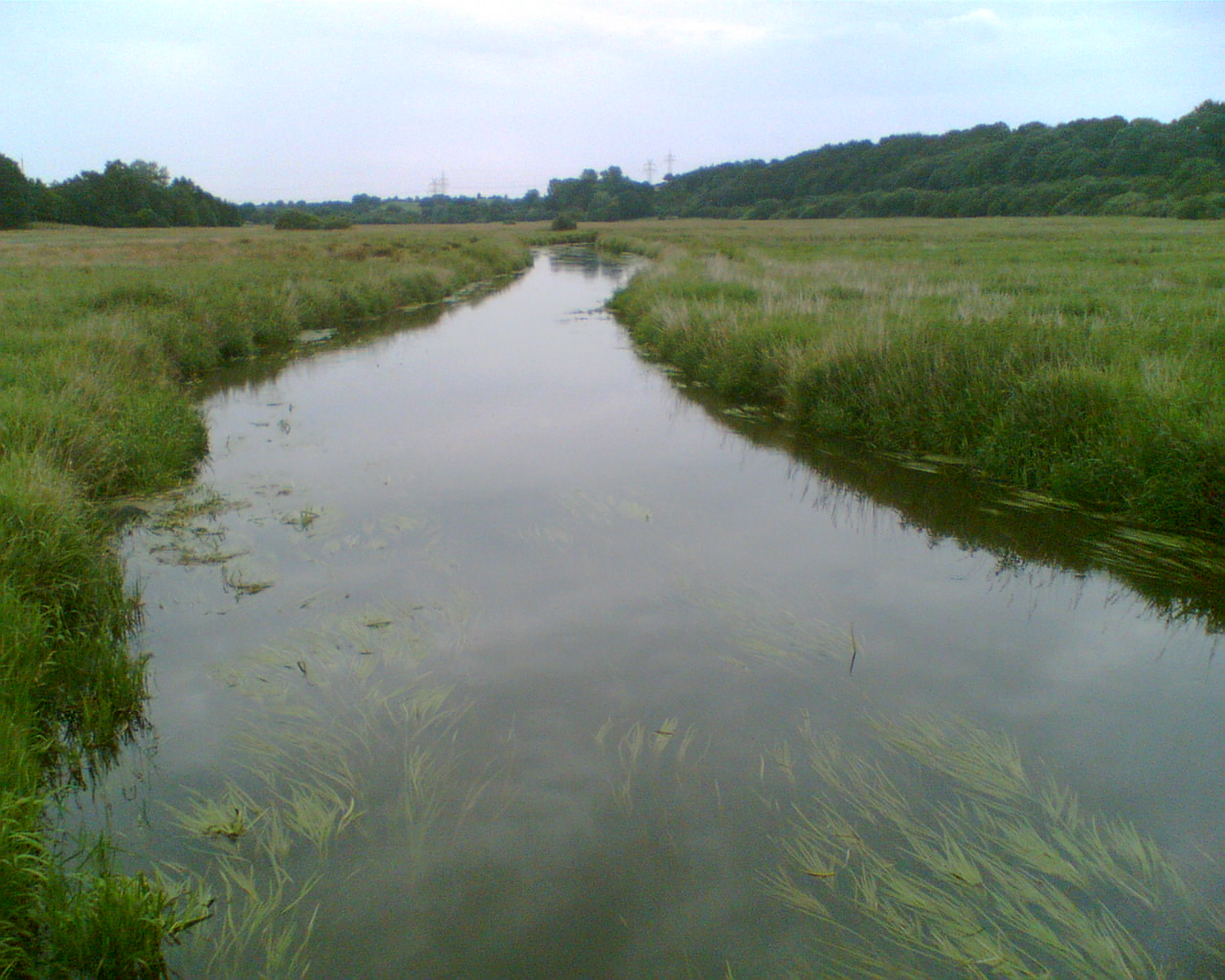
Horní tok řeky u Molfsee

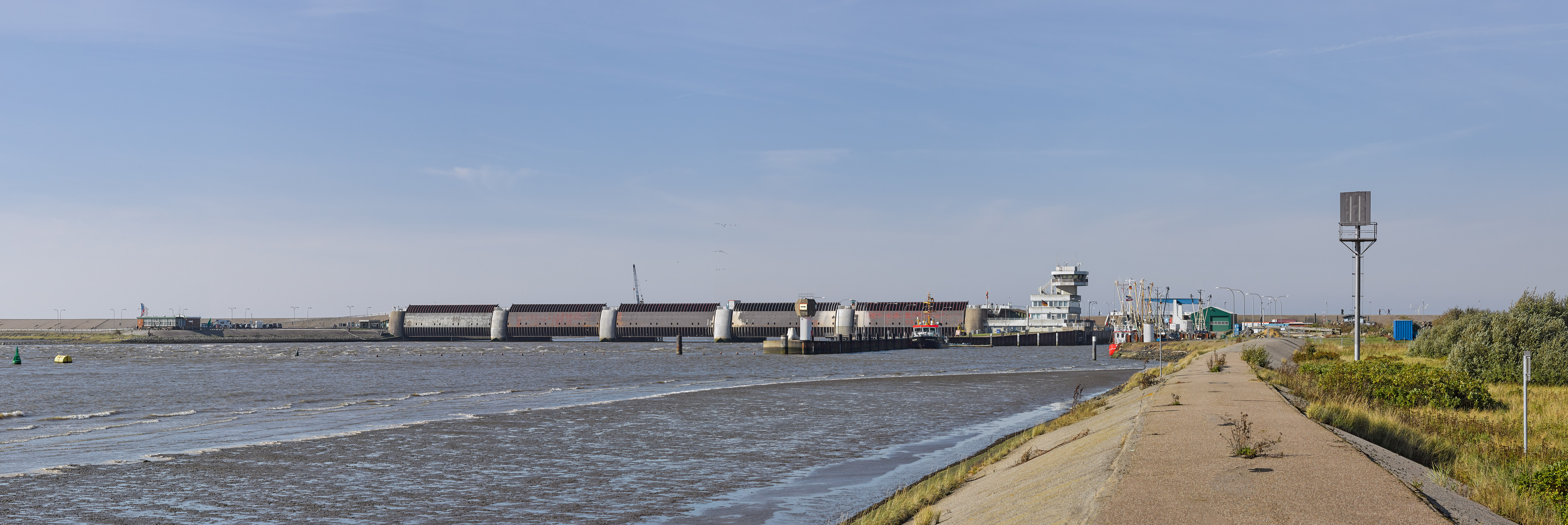
Protipovodňová hráz u ústí

Eider (německy Die Eider; dánsky Ejderen; latinsky Egdor či Egdore) je se svými 188 kilometry délky nejdelší řeka německé spolkové země Šlesvicko-Holštýnsko. Její průměrný průtok je 6,5 m³/s a plocha povodí 3275 km².

## Průběh toku
Pramení poblíž města Bordesholm, odkud teče na sever až téměř k okraji zemského hlavního města Kielu na pobřeží Baltského moře. Zde se ale stáčí prudce k západu a teče směrem k Severnímu moři, kam také ústí. Na horním toku poblíž Kielu protéká několika většími jezery, jako Schulensee nebo Westensee.
Střední část jejího toku byla stavebně upravena jako část Kielského průplavu. Jejím největším přítokem je řeka Treene.
Eider ústí do Severního moře u města Tönning. Na jejím estuáru se projevují slapové jevy přílivu a odlivu, zasahující až 6 km proti proudu. Voda v estuáru je brakická. Ústí řeky je přehrazeno uzavíratelnou protipovodňovou hrází.

## Význam
V raném středověku byla řeka zřejmě hranicí mezi osídlením germánských kmenů Jutů a Anglů. Ve vrcholném středověku od sebe oddělovala území Sasů a Dánů a tvořila po staletí hranici mezi Dánskem a Svatou říší římskou. Dnes tvoří hranici mezi historickými zeměmi Šlesvicko a Holštýnsko.
Od ústí až k městu Rendsburg je řeka díky několika zdymadlům splavná, což lodím umožňuje alternativní přístup do Kielského průplavu.